# Anthony Caruso
Anthony Caruso (Frankfort, 7 aprile 1916 – Brentwood, 4 aprile 2003) è stato un attore statunitense.
Ha recitato in oltre 110 film dal 1940 al 1990 ed è apparso in oltre 130 produzioni televisive dal 1947 al 1987.

## Biografia
Anthony Caruso nacque a Frankfort, nell'Indiana, il 7 aprile 1916. Iniziò la sua carriera artistica come cantante e quella di attore nella Pasadena Playhouse. Fece il suo debutto sul grande schermo nel 1940 nel film Il prigioniero, nel ruolo di uno scagnozzo. Continuò ad interpretare ruoli di cattivi, in particolare in film e serie televisive western. È ricordato per aver interpretato il capitano Ortega nella serie televisiva Zorro e diversi personaggi di gangster e criminali in altre produzioni non western, tra cui il criminale italo-americano Louis Chiavelli nel film di gangster Giungla d'asfalto (1950). Morì a Brentwood, in California, il 4 aprile 2003 e fu cremato.

## Filmografia

### Cinema
- Il prigioniero (Johnny Apollo), regia di Henry Hathaway (1940)
- The Bride Wore Crutches, regia di Shepard Traube (1940)
- Giubbe rosse (North West Mounted Police), regia di Cecil B. DeMille (1940)
- The Devil's Pipeline, regia di Christy Cabanne (1940)
- Tall, Dark and Handsome, regia di H. Bruce Humberstone (1941)
- I vendicatori (The Corsican Brothers), regia di Gregory Ratoff (1941)
- Benvenuti al reggimento! (You're in the Army Now), regia di Lewis Seiler (1941)
- Sempre nel mio cuore (Always in My Heart), regia di Jo Graham (1942)
- Sunday Punch, regia di David Miller (1942)
- Agguato ai tropici (Across the Pacific), regia di John Huston (1942)
- Il disertore (Lucky Jordan), regia di Frank Tuttle (1942)
- Lo spettro in viaggio di nozze (The Ghost and the Guest), regia di William Nigh (1943)
- Al di sopra di ogni sospetto (Above Suspicion), regia di Richard Thorpe (1943)
- Allegri imbroglioni (Jitterbugs), regia di Malcolm St. Clair (1943)
- Quando il giorno verrà (Watch on the Rhine), regia di Herman Shumlin (1943)
- The Girl from Monterrey, regia di Wallace Fox (1943)
- The Phantom, regia di B. Reeves Eason (1943)
- Whistling in Brooklyn, regia di S. Sylvan Simon (1943)
- The Racket Man, regia di D. Ross Lederman (1944)
- La storia del dottor Wassell (The Story of Dr. Wassell), regia di Cecil B. DeMille (1944)
- U-Boat Prisoner, regia di Lew Landers (1944)
- Maisie Goes to Reno, regia di Harry Beaumont (1944)
- I cospiratori (The Conspirators), regia di Jean Negulesco (1944)
- Il grande silenzio (And Now Tomorrow), regia di Irving Pichel (1944)
- Obiettivo Burma! (Objective, Burma!), regia di Raoul Walsh (1945)
- The Crime Doctor's Courage, regia di George Sherman (1945)
- Isle of Tabu, regia di William Shea (1945)
- The Last Installment: A Crime Does Not Pay Subject, regia di Walter Hart (1945)
- Don Juan Quilligan, regia di Frank Tuttle (1945)
- C'è sempre un domani (Pride of the Marines), regia di Delmer Daves (1945)
- I Love a Bandleader, regia di Del Lord (1945)
- Un'arma nella sua mano (A Gun in His Hand), regia di Joseph Losey (1945)
- Stanotte t'ho sognato (That Night with You), regia di William A. Seiter (1945)
- Una stella nella notte (Star in the Night), regia di Don Siegel (1945)
- The Stork Club, regia di Hal Walker (1945)
- Tarzan e la donna leopardo (Tarzan and the Leopard Woman), regia di Kurt Neumann (1946)
- A ciascuno il suo destino (To Each His Own), regia di Mitchell Leisen (1946)
- Il veleno del peccato (Night Editor), regia di Henry Levin (1946)
- La dalia azzurra (The Blue Dahlia), regia di George Marshall (1946)
- The Catman of Paris, regia di Lesley Selander (1946)
- Don't Gamble with Strangers, regia di William Beaudine (1946)
- The Last Crooked Mile, regia di Philip Ford (1946)
- Monsieur Beaucaire, regia di George Marshall (1946)
- La mia brunetta preferita (My Favorite Brunette), regia di Elliott Nugent (1947)
- Nessuno mi crederà (They Won't Believe Me), regia di Irving Pichel (1947)
- News Hounds, regia di William Beaudine (1947)
- Corsari della terra (Wild Harvest), regia di Tay Garnett (1947)
- Non mi sfuggirai (Escape Me Never), regia di Peter Godfrey (1947)
- La congiura di Barovia (Where There's Life), regia di Sidney Lanfield (1947)
- Devil Ship, regia di Lew Landers (1947)
- La donna del traditore (To the Victor), regia di Delmer Daves (1948)
- Incident, regia di William Beaudine (1948)
- Il canto dell'India (Song of India), regia di Albert S. Rogell (1949)
- Mani lorde (The Undercover Man), regia di Joseph H. Lewis (1949)
- La maschera dei Borgia (Bride of Vengeance), regia di Mitchell Leisen (1949)
- Trafficanti d'uomini (Illegal Entry), regia di Frederick de Cordova (1949)
- Anna Lucasta, regia di Irving Rapper (1949)
- La mano deforme (Scene of the Crime), regia di Roy Rowland (1949)
- Braccati dai G-Men (The Threat), regia di Felix E. Feist (1949)
- Giungla d'asfalto (The Asphalt Jungle), regia di John Huston (1950)
- Tarzan e le schiave (Tarzan and the Slave Girl), regia di Lee Sholem (1950)
- Prisoners in Petticoats, regia di Philip Ford (1950)
- Flying Disc Man from Mars, regia di Fred C. Brannon (1950)
- According to Mrs. Hoyle, regia di Jean Yarbrough (1951)
- Il suo tipo di donna (His Kind of Woman), regia di John Farrow (1951)
- Pals of the Golden West, regia di William Witney (1951)
- La vita che sognava (Boots Malone), regia di William Dieterle (1952)
- Desert Pursuit, regia di George Blair (1952)
- L'amante di ferro (The Iron Mistress), regia di Gordon Douglas (1952)
- Il pirata Barbanera (Blackbeard, the Pirate), regia di Raoul Walsh (1952)
- La meticcia di Sacramento (The Man Behind the Gun), regia di Felix E. Feist (1953)
- La legione del Sahara (Desert Legion), regia di Joseph Pevney (1953)
- I pirati dei sette mari (Raiders of the Seven Seas), regia di Sidney Salkow (1953)
- Forte Algeri (Fort Algiers), regia di Lesley Selander (1953)
- Il segreto del Sahara (The Steel Lady), regia di Ewald André Dupont (1953)
- Lo sceriffo senza pistola (The Boy from Oklahoma), regia di Michael Curtiz (1954)
- Il mostro della via Morgue (Phantom of the Rue Morgue), regia di Roy Del Ruth (1954)
- Le giubbe rosse del Saskatchewan (Saskatchewan), regia di Raoul Walsh (1954)
- Il cavaliere implacabile (Passion), regia di Allan Dwan (1954)
- Rullo di tamburi (Drum Beat), regia di Delmer Daves (1954)
- La regina del Far West (Cattle Queen of Montana), regia di Allan Dwan (1954)
- Satank, la freccia che uccide (Santa Fe Passage), regia di William Witney (1955)
- Il grande matador (The Magnificent Matador), regia di Budd Boetticher (1955)
- Allarme sezione omicidi (City of Shadows), regia di William Witney (1955)
- Jail Busters, regia di William Beaudine (1955)
- La jungla dei temerari (Tennessee's Partner), regia di Allan Dwan (1955)
- The Toughest Man Alive, regia di Sidney Salkow (1955)
- La baia dell'inferno (Hell on Frisco Bay), regia di Frank Tuttle (1955)
- When Gangland Strikes, regia di R.G. Springsteen (1956)
- Ore di angoscia (A Cry in the Night), regia di Frank Tuttle (1956)
- La terra degli Apaches (Walk the Proud Land), regia di Jesse Hibbs (1956)
- Orizzonti lontani (The Big Land), regia di Gordon Douglas (1957)
- Petrolio rosso (The Oklahoman), regia di Francis D. Lyon (1957)
- La scure di guerra del capo Sioux (The Lawless Eighties), regia di Joseph Kane (1957)
- Le avventure e gli amori di Omar Khayyam (Omar Khayyam), regia di William Dieterle (1957)
- Il ritorno di Joe Dakota (Joe Dakota), regia di Richard Bartlett (1957)
- Faccia d'angelo (Baby Face Nelson), regia di Don Siegel (1957)
- Il forte del massacro (Fort Massacre), regia di Joseph M. Newman (1958)
- Gli uomini della terra selvaggia (The Badlanders), regia di Delmer Daves (1958)
- I berberi contro la legione straniera (Legion of the Doomed), regia di Thor L. Brooks (1958)
- Gangster, amore e... una Ferrari (Never Steal Anything Small), regia di Charles Lederer (1959)
- Il meraviglioso paese (The Wonderful Country), regia di Robert Parrish (1959)
- Most Dangerous Man Alive, regia di Allan Dwan (1961)
- Fuga da Zahrain (Escape from Zahrain), regia di Ronald Neame (1962)
- Quando l'amore se n'è andato (Where Love Has Gone), regia di Edward Dmytryk (1964)
- La doppia vita di Sylvia West (Sylvia), regia di Gordon Douglas (1965)
- Io sono Dillinger (Young Dillinger), regia di Terry O. Morse (1965)
- L'incredibile furto di Mr. Girasole (Never a Dull Moment), regia di Jerry Paris (1968)
- Brother, Cry for Me, regia di William White (1970)
- Sergente Flep indiano ribelle (Flap), regia di Carol Reed (1970)
- Dente per dente (El sabor de la venganza), regia di Alberto Mariscal (1971)
- The Legend of Earl Durand, regia di John D. Patterson (1974)
- Il cobra nero (Mean Johnny Barrows), regia di Fred Williamson (1976)
- Commando Zebra (The Zebra Force), regia di Joe Tornatore (1976)
- Claws, regia di Richard Bansbach (1977)
- Mission to Glory: A True Story, regia di Ken Kennedy (1977)
- Tierra sangrienta, regia di Rafael Portillo (1979)
- Savage Harbor, regia di Carl Monson (1987)
- The Legend of Grizzly Adams, regia di Ken Kennedy (1990)

### Televisione
- Public Prosecutor – serie TV, un episodio (1947)
- The Bigelow Theatre – serie TV, un episodio (1951)
- The Unexpected – serie TV, 2 episodi (1952)
- Footlights Theater – serie TV, un episodio (1952)
- Family Theatre – serie TV, un episodio (1952)
- Squadra mobile (Racket Squad) – serie TV, 2 episodi (1952-1953)
- Gianni e Pinotto (The Abbott and Costello Show) – serie TV, episodi 1x09-1x11 (1953)
- Adventures of Superman – serie TV, un episodio (1953)
- Letter to Loretta – serie TV, un episodio (1953)
- Fireside Theatre – serie TV, 4 episodi (1950-1953)
- City Detective – serie TV, un episodio (1954)
- The Public Defender – serie TV, un episodio (1954)
- Stories of the Century – serie TV, un episodio (1954)
- Your Favorite Story – serie TV, un episodio (1954)
- The Ford Television Theatre – serie TV, un episodio (1954)
- Four Star Playhouse – serie TV, un episodio (1954)
- Stage 7 – serie TV, episodio 1x05 (1955)
- Soldiers of Fortune – serie TV, un episodio (1955)
- Il cavaliere solitario (The Lone Ranger) – serie TV, un episodio (1955)
- I segreti della metropoli (Big Town) – serie TV, un episodio (1955)
- The Star and the Story – serie TV, episodio 1x21 (1955)
- Damon Runyon Theater – serie TV, episodio 2x03 (1955)
- Furia (Fury) – serie TV, un episodio (1955)
- Chevron Hall of Stars – serie TV, un episodio (1956)
- Lux Video Theatre – serie TV, 2 episodi (1955-1956)
- The 20th Century-Fox Hour – serie TV, episodio 1x15 (1956)
- Crusader – serie TV, episodio 1x31 (1956)
- Medic – serie TV, un episodio (1956)
- Studio 57 – serie TV, un episodio (1956)
- Il conte di Montecristo (The Count of Monte Cristo) – serie TV, un episodio (1956)
- The Adventures of Jim Bowie – serie TV, 2 episodi (1956)
- Ethel Barrymore Theater – serie TV, un episodio (1956)
- Wire Service – serie TV, episodio 1x08 (1956)
- Dr. Hudson's Secret Journal – serie TV, un episodio (1957)
- Broken Arrow – serie TV, un episodio (1957)
- Corky, il ragazzo del circo (Circus Boy) – serie TV, episodi 1x03-1x22 (1956-1957)
- The Silent Service – serie TV, un episodio (1957)
- The Restless Gun – serie TV, episodio 1x14 (1957)
- Suspicion – serie TV, un episodio (1958)
- Tombstone Territory – serie TV, un episodio (1958)
- Jane Wyman Presents The Fireside Theatre – serie TV, 2 episodi (1956-1958)
- The Lineup – serie TV, un episodio (1958)
- Zorro – serie TV, 3 episodi (1958)
- Casey Jones – serie TV, un episodio (1958)
- Mike Hammer – serie TV, 2 episodi (1958)
- Sugarfoot – serie TV, episodio 2x10 (1959)
- Schlitz Playhouse of Stars – serie TV, un episodio (1959)
- Buckskin – serie TV, un episodio (1959)
- Ricercato vivo o morto (Wanted: Dead or Alive) – serie TV, episodi 1x08-1x34 (1958-1959)
- Peter Gunn – serie TV, episodio 1x37 (1959)
- 21 Beacon Street – serie TV, un episodio (1959)
- Tales of Wells Fargo – serie TV, 2 episodi (1957-1959)
- The Red Skelton Show – serie TV, 2 episodi (1958-1959)
- Man with a Camera – serie TV, episodio 2x05 (1959)
- Gli intoccabili (The Untouchables) – serie TV, un episodio (1960)
- Markham – serie TV, un episodio (1960)
- Wichita Town – serie TV, episodio 1x19 (1960)
- The Texan – serie TV, episodio 2x25 (1960)
- Avventure lungo il fiume (Riverboat) – serie TV, un episodio (1960)
- The Deputy – serie TV, un episodio (1960)
- Tightrope – serie TV, episodio 1x35 (1960)
- Le leggendarie imprese di Wyatt Earp (The Life and Legend of Wyatt Earp) – serie TV, un episodio (1960)
- Hawaiian Eye – serie TV, episodio 2x04 (1960)
- Thriller – serie TV, episodio 1x06 (1960)
- Maverick – serie TV, 2 episodi (1960)
- Coronado 9 – serie TV, 2 episodi (1960)
- Michael Shayne – serie TV episodio 1x13 (1960)
- Avventure in fondo al mare (Sea Hunt) – serie TV, un episodio (1961)
- The Islanders – serie TV, un episodio (1961)
- Gunslinger – serie TV, episodio 1x03 (1961)
- The Roaring 20's – serie TV, 2 episodi (1961)
- I detectives (The Detectives) – serie TV, episodio 2x26 (1961)
- Surfside 6 – serie TV, episodio 1x33 (1961)
- Have Gun - Will Travel – serie TV, 4 episodi (1957-1961)
- Carovane verso il west (Wagon Train) – serie TV, 3 episodi (1959-1961)
- The Dick Powell Show – serie TV, episodio 1x23 (1962)
- Laramie – serie TV, 2 episodi (1959-1962)
- Lotta senza quartiere (Cain's Hundred) – serie TV, episodio 1x30 (1962)
- La grande avventura (The Great Adventure) – serie TV, episodio 1x02 (1963)
- The Travels of Jaimie McPheeters – serie TV, episodio 1x25 (1964)
- The Crisis (Kraft Suspense Theatre) – serie TV, un episodio (1964)
- Bonanza – serie TV, 4 episodi (1959-1964)
- Gli uomini della prateria (Rawhide) – serie TV, 3 episodi (1960-1965)
- Get Smart – serie TV, un episodio (1965)
- Perry Mason – serie TV, 3 episodi (1962-1965)
- La famiglia Addams (The Addams Family) – serie TV, un episodio (1965)
- Preview Tonight – serie TV, un episodio (1966)
- I sentieri del west (The Road West) – serie TV, episodio 1x05 (1966)
- Tarzan – serie TV, episodio 1x10 (1966)
- Agenzia U.N.C.L.E. (The Girl from U.N.C.L.E.) – serie TV, episodio 1x16 (1967)
- Kronos - Sfida al passato (The Time Tunnel) – serie TV, episodio 1x21 (1967)
- Rango – serie TV, episodio 1x16 (1967)
- Star Trek – serie TV, episodio 2x17 (1968)
- Il grande teatro del west (The Guns of Will Sonnett) – serie TV, un episodio (1968)
- Gomer Pyle: USMC – serie TV, 2 episodi (1967-1968)
- Lancer – serie TV, episodio 1x01 (1968)
- Selvaggio west (The Wild Wild West) – serie TV, 3 episodi (1966-1968)
- Ai confini dell'Arizona (The High Chaparral) – serie TV, 3 episodi (1967-1969)
- Operazione ladro (It Takes a Thief) – serie TV, 2 episodi (1969)
- Reporter alla ribalta (The Name of the Game) – serie TV, un episodio (1969)
- La mano della vendetta (The Desperate Mission) – film TV (1969)
- F.B.I. (The F.B.I.) – serie TV, 2 episodi (1969-1970)
- Death Valley Days – serie TV, 3 episodi (1958-1970)
- To Rome with Love – serie TV, un episodio (1970)
- Run, Jack, Run – film TV (1970)
- Love, American Style – serie TV, un episodio (1970)
- Il virginiano (The Virginian) – serie TV, 3 episodi (1966-1970)
- The Silent Force – serie TV, un episodio (1970)
- La fattoria dei giorni felici (Green Acres) – serie TV, 2 episodi (1969-1971)
- Mannix – serie TV, un episodio (1971)
- La tata e il professore (Nanny and the Professor) – serie TV, un episodio (1971)
- Missione impossibile (Mission: Impossible) – serie TV, un episodio (1971)
- Longstreet – serie TV, un episodio (1971)
- Io e i miei tre figli (My Three Sons) – serie TV, episodio 12x10 (1971)
- The Doris Day Show – serie TV, un episodio (1972)
- Medical Center – serie TV, un episodio (1972)
- Ironside – serie TV, un episodio (1972)
- Le strade di San Francisco (The Streets of San Francisco) – serie TV, episodio 1x14 (1973)
- Disneyland – serie TV, 6 episodi (1957-1973)
- Sulle strade della California (Police Story) – serie TV, 2 episodi (1974)
- Dirty Sally – serie TV, un episodio (1974)
- Nakia – serie TV, un episodio (1974)
- Gunsmoke – serie TV, 14 episodi (1957-1975)
- Delvecchio – serie TV, 2 episodi (1977)
- Pepper Anderson agente speciale (Police Woman) – serie TV, un episodio (1977)
- Baretta – serie TV, un episodio (1978)
- Hawaii squadra cinque zero (Hawaii Five-O) – serie TV, un episodio (1978)
- Fantasilandia (Fantasy Island) – serie TV, un episodio (1978)
- L'incredibile Hulk (The Incredible Hulk) – serie TV, episodio 4x08 (1981)
- The Joe Piscopo Special – film TV (1984)
- Hunter – serie TV, un episodio (1986)
- On Location: The Roseanne Barr Show – film TV (1987)

## Doppiatori italiani
- Nino Pavese in Giungla d'asfalto, L'amante di ferro, La meticcia di Sacramento, Rullo di tamburi, La baia dell'inferno
- Renato Turi in Le giubbe rosse del Saskatchewan, Orizzonti lontani, Il forte del massacro
- Giorgio Capecchi in C'è sempre un domani, Mani lorde
- Luigi Pavese in Lo sceriffo senza pistola, Fuga da Zahrain
- Giuseppe Rinaldi in La dalia azzurra
- Mauro Zambuto in Obiettivo Burma!
- Mario Pisu in Il ritorno di Joe Dakota
- Bruno Persa in Gli uomini della terra selvaggia
- Alessandro Sperlì in Le strade di San Francisco
- Alessandro Rossi in Zorro (ridoppiaggio)